# IJsbaan

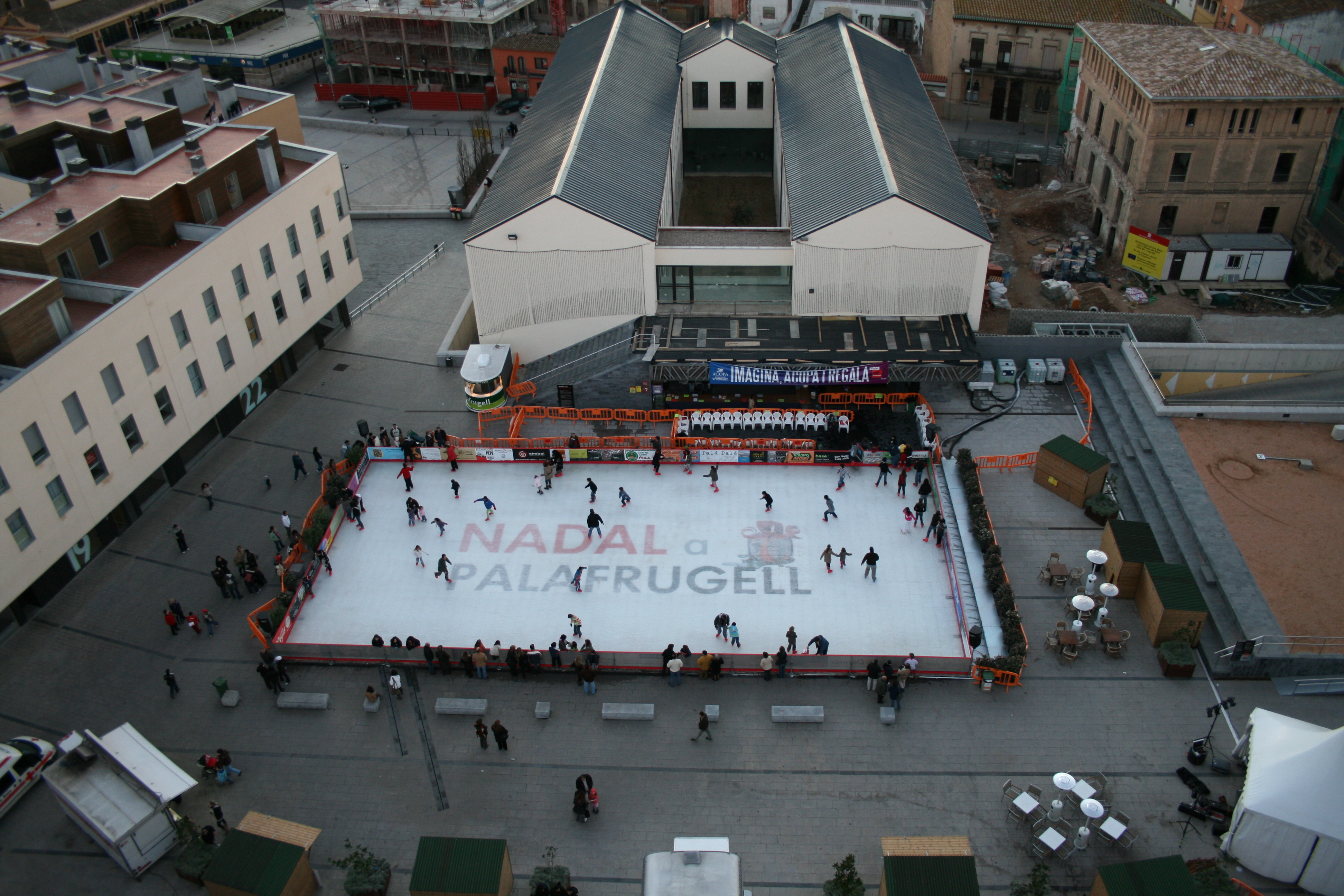
Een ijsbaan in een stadscentrum

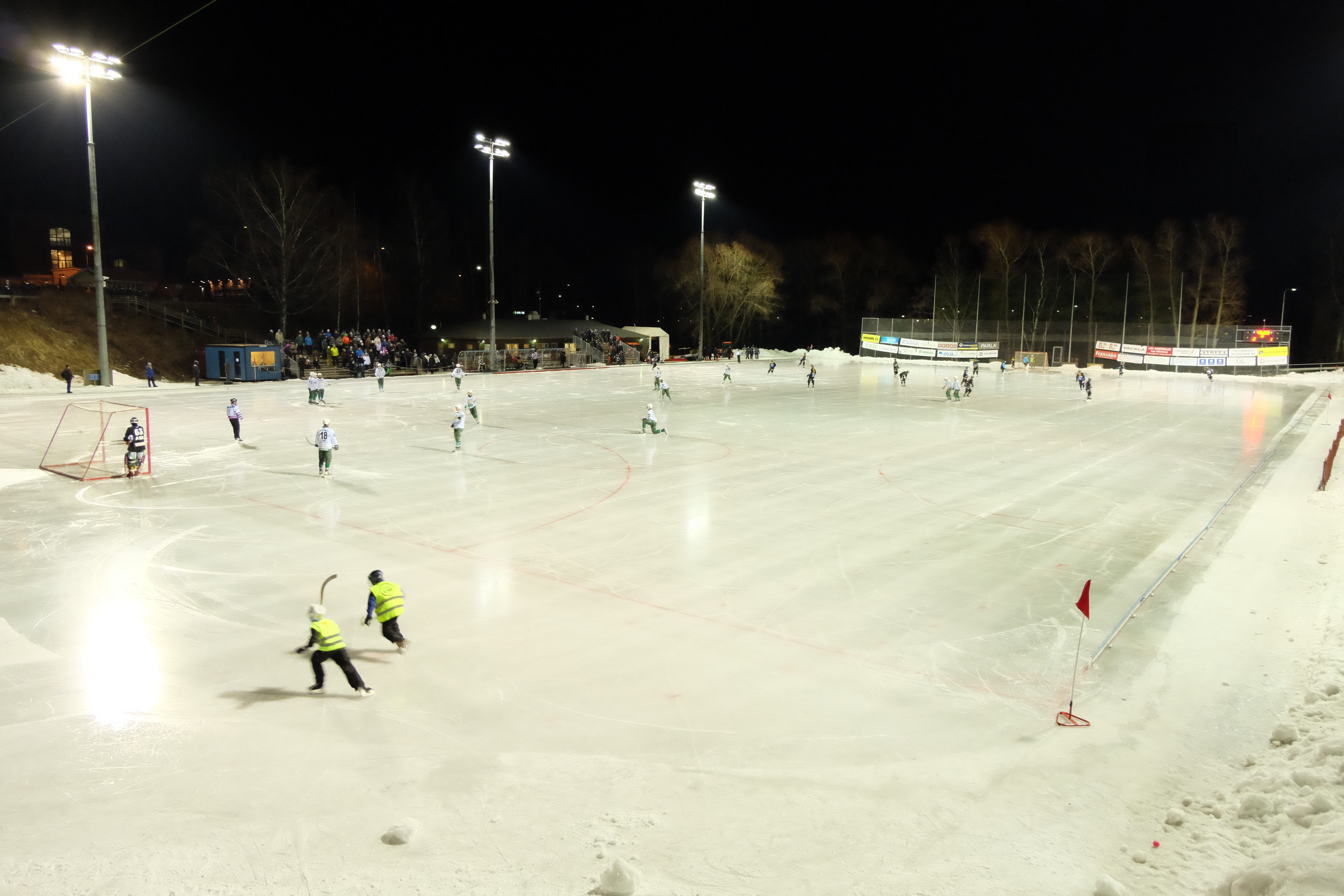
Bandy

Een ijsbaan is een ruimte waarvan de grond bestaat uit een laag ijs, ook wel 'ijsvloer' of 'rink' genoemd, waarop geschaatst kan worden.
Meestal zijn ijsbanen terug te vinden in speciaal daarvoor ingerichte en geïsoleerde gebouwen, waarin het hele jaar door gebruik kan worden gemaakt van de ijslaag. Dankzij recente technologische ontwikkelingen zijn mobiele kunstbanen eveneens mogelijk in wisselende weersomstandigheden. Rondom bevindt zich meestal een omheining op heuphoogte.
Naast dergelijke kunstbanen bestaan er uiteraard ook natuurlijke ijsbanen, zoals bevroren rivieren en kanalen, die zich zonder menselijke tussenkomst vormen bij temperaturen onder het vriespunt. Ook worden wel ijsbanen aangelegd door bij vorst een weiland of ander vlak stuk grond onder water te zetten of te besproeien. 